# Anton Kartak
Anton Kartak (Przemyśl, 26 marzo 1924 – 14 febbraio 2011) è stato un allenatore di pallacanestro e dirigente sportivo tedesco.

## Carriera
Ha guidato la Germania Ovest ai Campionati europei del 1953 e del 1955.
Ha inoltre guidato la nazionale femminile ai Campionati europei del 1956.